# Актауський сільський округ (Жанааркинський район)
Актауський сільський округ (каз. Ақтау ауылдық округі, рос. Актауский сельский округ) — адміністративна одиниця у складі Жанааркинського району Улитауської області Казахстану. Адміністративний центр — село Актау.
Населення — 519 осіб (2021; 800 у 2009, 1250 у 1999, 1801 у 1989).
Станом на 1989 рік існувала Актауська сільська рада (села Айширак, Актау, Карашоки, Клич, Райс).

## Склад
До складу округу входять такі населені пункти:
| Населений пункт | Населення, осіб (1989) | Населення, осіб (1999) | Населення, осіб (2009) | Населення, осіб (2021) |
| --------------- | ---------------------- | ---------------------- | ---------------------- | ---------------------- |
| Айширак, село   | 150                    | 150                    | 106                    | 20                     |
| Актау, село     | 1156                   | 886                    | 638                    | 474                    |
| Карашоки, село  | 166                    | 12                     | -                      | -                      |
| Клич, село      | 108                    | 67                     | 56                     | 25                     |
| Раїс, село      | 221                    | 135                    | -                      | -                      |